# Anopheles rageaui
Anopheles rageaui is een muggensoort uit de familie van de steekmuggen (Culicidae). De wetenschappelijke naam van de soort is voor het eerst geldig gepubliceerd in 1954 door Mattingly & Adam.